# Karimunjawa Airport
Karimunjawa Airport är en flygplats i Indonesien. Den ligger i den västra delen av landet, 400 km öster om huvudstaden Jakarta. Karimunjawa Airport ligger 8 meter över havet. Den ligger på ön Pulau Karimunjawa.
Terrängen runt Karimunjawa Airport är platt åt nordost, men åt sydväst är den kuperad.